# Volleyboll vid olympiska sommarspelen 2008

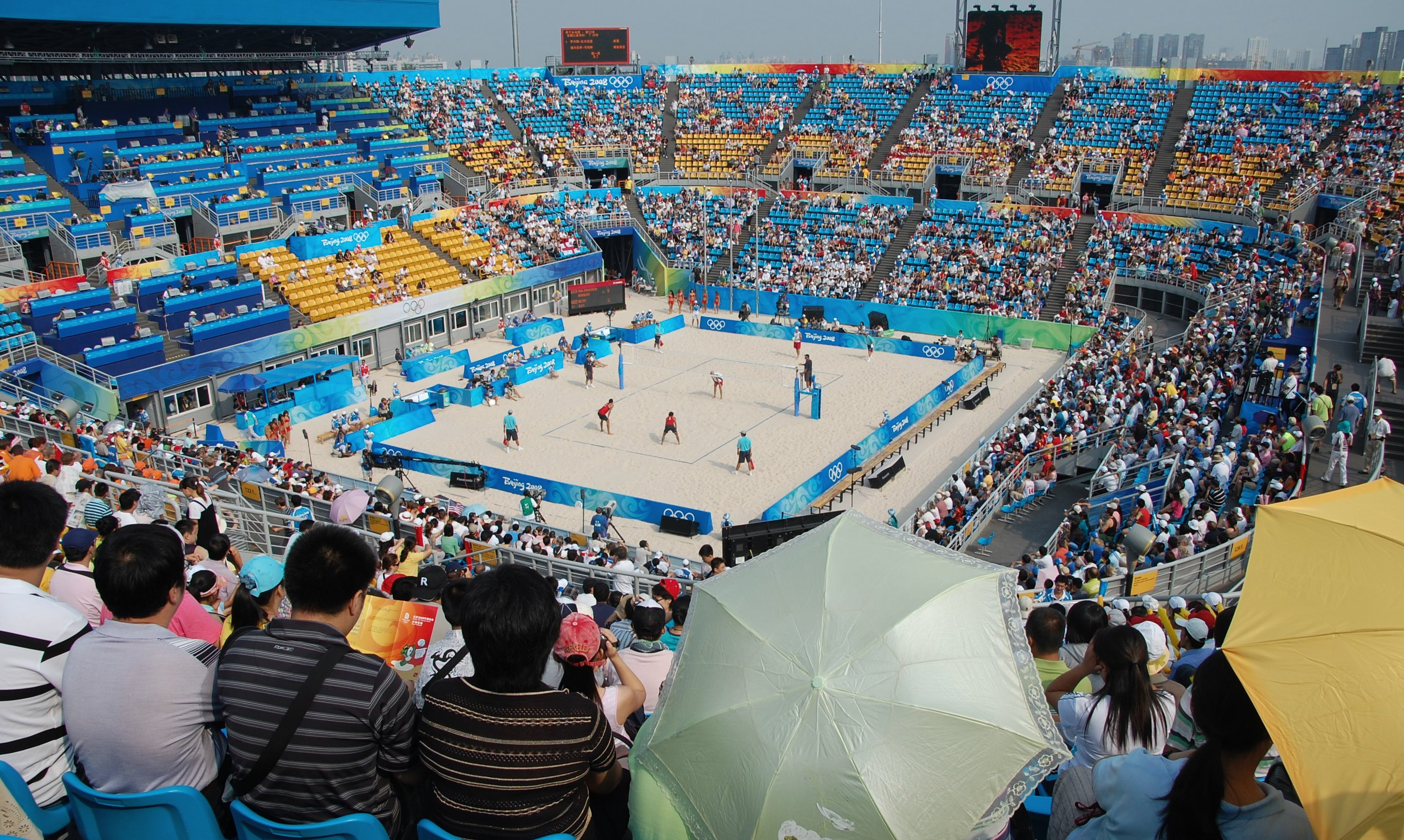
Beachvolleyarenan.

Volleyboll arrangerades i OS 2008. Det fanns vanlig inomhusvolleyboll och beachvolleyboll, båda för herrar och damer. Turneringarna spelades mellan 9 och 24 augusti 2008.

## Medaljer

### Medaljsammanfattning
| Gren                               | Guld | Silver | Brons |
| Volleyboll herrar Detaljer...      | USA Lloy Ball Sean Rooney David Lee Richard Lambourne William Priddy Ryan Millar Riley Salmon Thomas Hoff Clayton Stanley Kevin Hansen Gabriel Gardner Scott Touzinsky                                                 | Brasilien Bruno Rezende Marcelo Elgarten André Heller Samuel Fuchs Gilberto Godoy Filho Murilo Endres André Nascimento Sérgio Santos Anderson Rodrigues Gustavo Endres Rodrigo Santana Dante Amaral | Ryssland Aleksandr Kornejev Semjon Poltavskij Aleksandr Kosarjev Sergej Grankin Sergej Tetjuchin Vadim Chamuttskich Jurij Berezjko Aleksej Ostapenko Aleksandr Volkov Aleksej Verbov Maksim Michajlov Aleksej Kulesjov |
| Volleyboll damer Detaljer...       | Brasilien Walewska Oliveira Carolina Albuquerque Marianne Steinbrecher Paula Pequeno Thaísa Menezes Hélia Souza Valeska Menezes Fabiana Claudino Welissa Gonzaga Jaqueline Carvalho Sheilla Castro Fabiana de Oliveira | USA Ogonna Nnamani Danielle Scott-Arruda Tayyiba Haneef-Park Lindsey Berg Stacy Sykora Nicole Davis Heather Bown Jennifer Joines Kim Glass Robyn Ah Mow-Santos Kim Willoughby Logan Tom             | Kina Wang Yimei Feng Kun Yang Hao Liu Yanan Wei Qiuyue Xu Yunli Zhou Suhong Zhao Ruirui Xue Ming Li Juan Zhang Na Ma Yunwen                                                                                            |
| Beachvolleyboll herrar Detaljer... | Phil Dalhausser och Todd Rogers (USA) | Márcio Araújo och Fábio Luiz Magalhães (BRA) | Ricardo Santos och Emanuel Rego (BRA) |
| Beachvolleyboll damer Detaljer...  | Kerri Walsh och Misty May-Treanor (USA) | Wang Jie och Tian Jia (CHN) | Zhang Xi och Xue Chen (CHN) |

### Medaljtabell
| Pl. | Nation    | Guld | Silver | Brons | Totalt |
| --- | --------- | ---- | ------ | ----- | ------ |
| 1   | USA       | 3    | 1      | 0     | 4      |
| 2   | Brasilien | 1    | 2      | 1     | 4      |
| 3   | Kina      | 0    | 1      | 2     | 3      |
| 4   | Ryssland  | 0    | 0      | 1     | 1      |

## Kvalificering
Enligt IOK:s regler fick varje land ha högst ett lag i innevolleyboll (eftersom det är minst 3 deltagare), samt högst 2 lag i beachvolleyboll (2 personer per lag). I innevolleyboll gällde ett antal turneringar som kvalificering, såsom världscupen, och särskilda OS-kvalturneringar. Totalt 12 lag (12 herrlag och 12 damlag) deltog. I beachvolleyboll gällde en rankinglista för kvalificering. Totalt 24 par av vardera könet deltog.

## Deltagare

### Innevolleyboll, Herrar
Final och bronsmatch, 24 augusti
 Brasilien
 Bulgarien
 Egypten
 Tyskland
 Italien
 Japan
 Kina 
 Polen
 Ryssland
 Serbien
 USA
 Venezuela

### Innevolleyboll, Damer
Final och bronsmatch, 23 augusti
 Algeriet
 Brasilien
 Italien
 Japan
 Kazakstan
 Kuba
 Ryssland
 Serbien
 Polen
 Venezuela
 Kina 
 USA

### Beachvolleyboll, Herrar
Final och bronsmatch, 22 augusti
| Rogers - Dalhausser        | USA           |
| Ricardo-Emanuel            | Brasilien     |
| Marcio Araujo - Fabio Luiz | Brasilien     |
| Nummerdor - Schuil         | Nederländerna |
| Xu - Wu                    | Kina          |
| Brink - Dieckmann Ch.      | Tyskland      |
| Barsouk - Kolodinsky       | Ryssland      |
| Klemperer - Koreng         | Tyskland      |
| Gibb - Rosenthal           | USA           |
| Schacht - Slack            | Australien    |
| Herrera - Mesa             | Spanien       |
| Heyer - Heuscher           | Schweiz       |
| Conde - Baracetti          | Argentina     |
| Kais Kr. - Vesik           | Estland       |
| Doppler - Gartmayer        | Österrike     |
| Boersma E. - Ronnes        | Nederländerna |
| Geor - Gia                 | Georgien      |
| Kjemperud - Skarlund       | Norge         |
| Gosch - Horst              | Österrike     |
| Laciga M. - Schnider       | Schweiz       |
| Samoilovs - Pļaviņš        | Lettland      |
| Asahi - Shiratori          | Japan         |
| Lione - Amore              | Italien       |
| Fernandes - Morais         | Angola        |

### Beachvolleyboll, Damer
Final och bronsmatch, 21 augusti
| Walsh - May-Treanor             | USA           |
| Tian Jia - Wang                 | Kina          |
| Juliana - Larissa               | Brasilien     |
| Xue - Zhang Xi                  | Kina          |
| Branagh - Youngs                | USA           |
| Talita - Renata                 | Brasilien     |
| Karantasiou - Arvaniti          | Grekland      |
| Goller - Ludwig                 | Tyskland      |
| Pohl - Rau                      | Tyskland      |
| Cook - Barnett                  | Australien    |
| Hakedal - Torlen                | Norge         |
| Maaseide - Glesnes              | Norge         |
| Fernandez Grasset-Larrea Peraza | Kuba          |
| Schwaiger - Schwaiger           | Österrike     |
| Van Breedam - Mouha             | Belgien       |
| Esteves Ribalta - M. Crespo     | Kuba          |
| Koutroumanidou - Tsiartsiani    | Grekland      |
| Uryadova - Shiryaeva            | Ryssland      |
| Kadijk R. - Mooren              | Nederländerna |
| Montagnolli - Swoboda           | Österrike     |
| Candelas - Garcia               | Mexiko        |
| Teru Saiki - Kusuhara           | Japan         |
| Saka - Rtvelo                   | Georgien      |
| Augoustides - Nel               | Sydafrika     |